# King Tubby Meets Lee Perry - Megawatt Dub
A Megawatt Dub egy 1997-es dub album King Tubby és Lee Perry művészektől.

## Számok
1. Come By Yah Dub (King Tubby) 3:33
2. Right Yo Dub (Lee Perry) 2:44
3. Perfidia Dub (King Tubby) 3:18
4. Drifter Dub, Pt. 3 (Philip Smart) 3:44
5. Drifter Dub, Pt. 4 (Philip Smart) 3:40
6. Rainy Night Dub (Lee Perry) 2:32
7. Open The Gate Dub (Lee Perry) 3:48
8. Rise & Shine Dub (Lee Perry) 2:47
9. War Dub (Lee Perry) 2:39
10. Forever Dub (Philip Smart) 3:27
11. Splash Out Dub (King Tubby & Augustus Pablo) 4:20
12. Glass House Dub (King Tubby) 2:53
13. Copy Cat Dub (Philip Smart) 4:19

## Zenészek
- King Tubby (vokál)
- Lee "Scratch" Perry, Watty Burnett (vokál, ütősök)
- Earl "Chinna" Smith (gitár, basszusgitár)
- Ernest Ranglin, Mikey Chung, Geoffrey Chung, Billy Johnson, Willie Lindo (gitár)
- Egbert Evans (fuvola)
- Deadley Headley, Lennox Brown, Bobby Ellis, David Madden (kürt)
- Earl "Wia" Lindo, Robert Lyn, Winston Wright, Keith Sterling, Rafael (billentyűsök)
- Boris Gardiner, Val Douglas, Mikey Zapow (basszusgitár)
- Sly Dunbar, Mikey "Boo" Richards, Benbow Crearly (dob)
- Scully, Bongo Herman (ütősök)
- Earl Sixteen, Cedric Myton, Roydel Johnson, The Gladiators (háttérvokál).

## Külső hivatkozások
- http://www.discogs.com/release/499292